# آلفرد دو وینی
آلفرد ویکتور، کنت دو وینی (به فرانسوی: Alfred Victor, comte de Vigny) نویسنده، نمایش‌نامه‌نویس و شاعر قرن نوزدهم میلادی اهل فرانسه است. او در سال ۱۷۹۷ در خاندانی از نجبای دیرینه و دارای سنت سپاهیگری دیده به جهان گشود. نویسنده زندگی خود را همواره به سه دوره مجزا تقسیم می‌کند: «یکی دورهٔ تربیت من بود؛ دیگری زندگی نظامی و شاعری من، سپس دوره سومی آغاز می‌گردد. این دوره فیلسوفانه‌ترین دوره عمر من بود». او از پیشگامان اولیه رمانتیسم فرانسه بود و همچنین رمان‌ها، نمایشنامه‌ها و ترجمه‌هایی از شکسپیر را ایجاد کرد.

## زندگی‌نامه
وینی در لوش (شهری که دیگر هرگز به آنجا بازنگشت) در خانواده ای اشرافی به دنیا آمد. پدرش یک جانباز ۶۰ ساله از جنگ هفت‌ساله بود که قبل از ۲۰ سالگی وینی درگذشت. مادرش، ۲۰ سال جوان تر، زنی با اراده بود که از روسو الهام گرفته بود و مسئولیت شخصی آموزش اولیه وینی را بر عهده داشت. پدربزرگ مادری وی، مارکیز دو بارودن، در پست ناخدا در نیروی دریایی سلطنتی خدمت کرده بود.
وینی در پاریس بزرگ شد و تحصیلات مقدماتی را برای مدرسه پلی‌تکنیک در دبیرستان بناپارت گذراند و قبل از ایجاد «عشق بی رویه به جلال اسلحه» دانش خوبی در مورد تاریخ فرانسه و کتاب مقدس کسب کرد.
همان‌طور که برای هر خانواده اشرافی وجود داشت، انقلاب فرانسه نیز از شرایط خانواده بطور قابل توجهی کاست. پس از شکست ناپلئون در واترلو، یک بوربن، لوئی پانزدهم، برادر لوئی شانزدهم، به قدرت رسید و در سال ۱۸۱۴ وینی در یکی از شرکت‌های اشرافی ممتاز مزون دو روآ (نگهبان پادشاه) به عنوان ستوان دومی ثبت نام کرد.

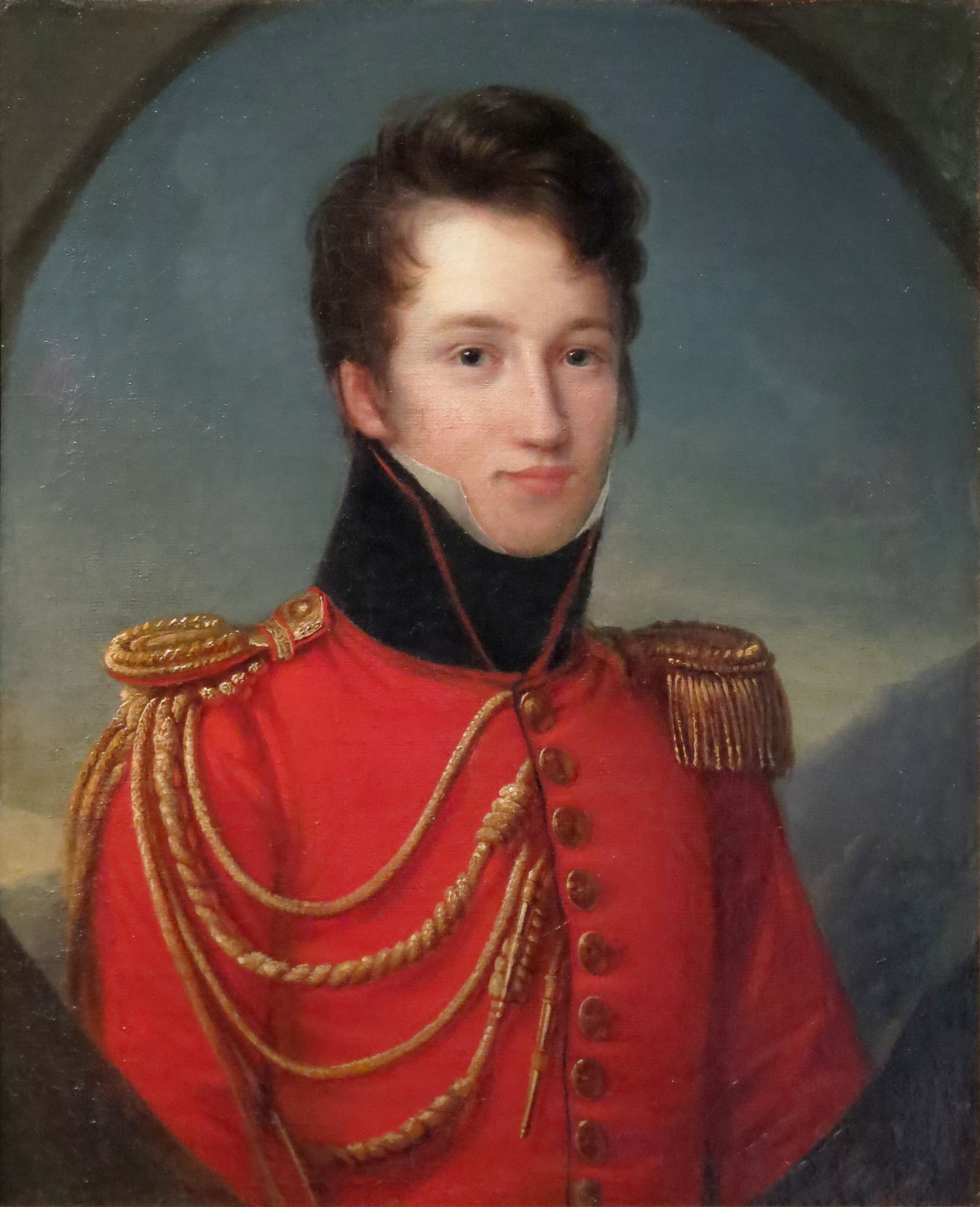
پرتره وینی, منسوب به فرانسوا کینسون.

اگرچه در سال ۱۸۲۲ به درجه ستوان درجه یک و در سال بعد به کاپیتانی نائل شد، اما حرفه نظامی در زمان صلح او را خسته کرد. او پس از گرفتن چندین برگ غیبت، زندگی نظامی را در سال ۱۸۲۷ رها کرد، زیرا او قبلاً اولین شعر خود را با عنوان لو بل در سال ۱۸۲۰ و یک شعر بلندپروازانه روایی الوآ را در سال ۱۸۲۴ با موضوع محبوب رمانتیک رستگاری شیطان منتشر کرد.

## تالیفات
- شایلوک (نمایش‌نامه، ۱۸۲۸)
- شاترتون (نمایشنامه، برگردان فرخ صادقی کلی)
- مارشال دانکر (نمایش‌نامه، ۱۸۳۱)
- زندگی ونیزی (نمایش‌نامه)
- رها از ترس (نمایش‌نامه، ۱۸۳۳)

- اشعار کهنه و نو
- درام‌های اوتللو
- بندگی
- عظمت لشگری
- مرگ گرگ
- اشعار (۱۸۲۲)
- الوا (۱۸۲۴)
- مقدرات (۱۸۶۷)
- پنجم مارس (۱۸۲۶، رمان)